# Goodbye Bafana
A Goodbye Bafana 2007-ben bemutatott dél-afrikai–francia–német–olasz–belga–brit életrajzi filmdráma Bille August rendezésében. A történet James Gregory Goodbye Bafana: Nelson Mandela, My Prisoner, My Friend („Viszlát Bafana: Nelson Mandela, a foglyom, a barátom”) című könyvén alapul. A bafana jelentése: „fiúk”. James Gregory egy farmon nőtt fel, ahol egy afroamerikai fiú volt a legjobb barátja, tőle tanulta meg a xhosza nyelvet.
A cselekmény a Nelson Mandela (Dennis Haysbert) és börtönőre, James Gregory (Joseph Fiennes) között kialakuló baráti kapcsolatot meséli el. Gregory a börtönben Mandela cenzora volt.
Magyarországion 2007. augusztus 16-án mutatták be.

## Cselekmény
A történet 1968 és 1990 között, az apartheid idején játszódik Dél-Afrikában. Nelson Mandela börtönéveiről és egyik börtönőrével, James Gregoryval való kapcsolatáról szól, aki a foglyok levelezésének tartalmát ellenőrizte.

## Szereplők
| Szerep                                  | Színész                     | Magyar hang   |
| --------------------------------------- | --------------------------- | ------------- |
| James Gregory börtönőr                  | Joseph Fiennes              | Széles Tamás  |
| Dennis Haysbert                         | Nelson Mandela              | Vass Gábor    |
| Gloria Gregory, Gregory felesége        | Diane Kruger                | Götz Anna     |
| Jimmy Kruger                            | Norman Anstey               |               |
| Winnie Mandela, Nelson Mandela felesége | Faith Ndukwana              | Némedi Mari   |
| Zindzi Mandela                          | Terry Pheto                 |               |
| Zenani Mandela                          | Zikhona Mda                 |               |
| Walter Sisulu                           | Leslie Mongezi              |               |
| Raymond Mhlaba                          | Zingizile Mtuzula           |               |
| Ahmed Kathrada                          | Mehboob Bawa                |               |
| Andrew Mlangeni                         | Shakes Myeko                |               |
| Cyril Ramaphosa                         | Sizwe Msutu                 | Albert Péter  |
| Pieter Jordaan őrnagy                   | Patrick Lyster              | Szokolay Ottó |
| Brent Gregory, Gregory fia              | Shiloh Henderson (fiatalon) |               |
| Brent Gregory, Gregory fia              | Tyrone Keogh                |               |
| Natasha Gregory, Gregory lánya          | Megan Smith (fiatalon)      |               |
| Natasha Gregory, Gregory lánya          | Jessica Manuel              |               |

## Forgatási helyszínek
- Fokváros, Dél-Afrika
- Johannesburg, Gauteng, Dél-Afrika
- Plumstead, Fokváros, Dél-Afrika
- Robben Island, Fokváros, Dél-Afrika
- Roeland Street Prison, Fokváros, Dél-Afrika
- Transkei, Dél-Afrika
- Waterfront Studios, Fokváros, Dél-Afrika

## Díjak és jelölések
- 2007, Berlini Nemzetközi Filmfesztivál, „Peace Film Award” – Bille August
- 2007, Capri, Hollywood, „Capri Arts Award” – Bille August

## Érdekességek
- Anthony Sampson, Mandela régi barátja kigúnyolja a film alapjául szolgáló könyvet, amit James Gregory írt. Sampson könyvében, a Mandela: the Authorised Biography című műben Sampson azzal vádolja Gregoryt (aki 2003-ban meghalt rákban), hogy hazudik és megsérti Mandela magánéletét az általa írt Goodbye Bafana könyvben. Sampson állítása szerint Gregory ritkán beszélt Mandelával, és az általa cenzúrázott levelek tartalmának felhasználásával elhitette, hogy közelebbi kapcsolatban állt vele. Sampson azt is állítja, hogy Gregoryról a többi börtönőr azt gondolta, hogy a kormánynak kémkedik.[2]
- Nelson Mandela a Long Walk to Freedom című önéletrajzában két alkalommal említi James Gregoryt: az első a Pollsmoor-beli börtönben töltött időből származik:

|  | „Winnie látogatásai alatt gyakran volt jelen James Gregory börtöntiszt, aki a Robben-szigeti börtön cenzora volt. Nem ismertem túl jól, de ő ismert minket, mert ő volt a felelős a bejövő és a kimenő levelek tartalmáért. Pollsmoorban jobban megismertem Gregoryt, és úgy találtam, hogy kellemes csalódást jelent az átlagos börtönőrhöz képest. Mindig udvariasan és tisztelettel beszélt a feleségemmel.” |
|  | |

A második alkalommal, amikor Mandela megemlíti Gregoryt az önéletrajzában, az a nap volt 1990-ben, amikor szabadon engedték a börtönből:
|  | „James Gregory börtöntiszt szintén a házban volt, és én megöleltem. Azokban az években, amikor a Pollsmoor börtöntől kezdve a Victor Versterig vigyázott rám, sohasem beszéltünk politikáról, de kapcsolatunk mély volt és hiányzik nekem a megnyugtató jelenléte.” |
|  | |

- A DVD tartalmaz egy a Goodbye Bafana készítése című beszélgetést Nelson Mandelával, aki James Gregoryról a következőket mondja: |  | „Ő volt az egyik legkedvesebb börtönőr. Jól informált volt és udvarias mindenkivel. Halkan beszélt. Nagyon jó megfigyelő volt. Én nagyon tiszteltem.” |
|  | |

## Fordítás
Ez a szócikk részben vagy egészben  a   Goodbye Bafana című angol Wikipédia-szócikk fordításán alapul.  Az eredeti cikk szerkesztőit annak laptörténete sorolja fel. Ez a jelzés csupán a megfogalmazás eredetét és a szerzői jogokat jelzi, nem szolgál a cikkben szereplő információk forrásmegjelöléseként.